# Santa Fé de Goiás
| \| Santa Fé de Goiás \|                       |
| Lage der Ortschaft Santa Fé de Goiás in Goiás |
| Santa Fé de Goiás                             |

| Santa Fé de Goiás |

Santa Fé de Goiás ist eine kleine brasilianische, politische Gemeinde im Bundesstaat Goiás in der Mesoregion Nordwest-Goiás und in der Mikroregion Rio Vermelho. Sie liegt westlich der brasilianischen Hauptstadt Brasília und nordwestlich von Goiânia, der Hauptstadt des Bundesstaates.

Wirtschaftlich bedeutsam sind in Santa Fé de Goiás vorwiegend Viehzucht, Landwirtschaft und Milcherzeugung.

## Geographie
Von Osten über Süden bis Westen grenzt Santa Fé de Goiás an die Gemeinde Jussara. Im Nordwesten und Norden liegt Britânia und im Nordosten Itapirapuã.